# Амели
«Амели́» (фр. Le Fabuleux Destin d’Amélie Poulain, с фр. — «Невероятная судьба Амели Пулен») — французская романтическая комедия 2001 года режиссёра Жан-Пьера Жёне. В российском прокате называлась по имени главной героини — «Амели» (в некоторых переводах также — «Амели с Монмартра»).
Фильм занял второе место в списке «100 лучших фильмов мирового кинематографа не на английском языке», составленном в 2010 году журналом Empire.

## Сюжет
Детские годы Амели Пулен проходят в вымышленном мире и одиночестве. У неё нет друзей, поэтому она постоянно фантазирует и разговаривает со своим воображаемым другом — крокодилом. Её отец уделял дочери недостаточно времени, вследствие чего при проведении ежемесячных медицинских обследований Амели сильно волновалась, поэтому отец решил, что у неё порок сердца. Из-за этой мнимой болезни её не пустили в школу и пришлось изучать науки дома с нервной и истеричной матерью, лишившись возможности найти друзей.
Мать Амели, Амандина Пулен, погибла, когда на неё с вершины собора Нотр-Дам упала туристка-самоубийца из Канады. В саду семейства Пулен отец сооружает миниатюрный мавзолей для праха погибшей. Даже там царит игрушечный, сказочный мир. Став взрослой, Амели покидает отчий дом. Она работает в кафе «Две мельницы» на Монмартре и несколько раз пробует завязать любовные отношения с мужчинами, но её попытки «оказываются неубедительными».
Амели весьма изобретательна и умеет находить удовольствие в маленьких повседневных радостях: опуская руку в мешок с фасолью, надламывая чайной ложечкой корочку крем-брюле и пуская «блинчики» по каналу Сен-Мартен. Но вечером 30 августа 1997 года, в день гибели принцессы Дианы, её жизнь меняется: случайно Амели находит в своей ванной комнате тайник, в котором лежит жестяная коробка с оловянными солдатиками, стеклянными шариками и прочими детскими сокровищами.
Всё это принадлежало неизвестному мальчику, жившему когда-то в её квартире. Сейчас ему уже больше 50 лет. Амели решает вернуть коробку владельцу и думает, что если удавшаяся задумка пробудит в ней какие-нибудь чувства, то она посвятит всю жизнь заботе о счастье других людей. Амели, хоть и с большим трудом, находит владельца этого тайника и ждёт его реакции. Сидя за стойкой бара в кафе, она слышит его признание, что он счастлив получить такую весточку из детства.
Отныне Амели вмешивается в жизнь других людей. После истории с возвратом «сокровищ» она помогает одной из сотрудниц «Двух мельниц» найти любовь в образе постоянного посетителя — мужчины с диктофоном (бывшего ревнивого ухажёра другой сотрудницы) и возвращает надежду женщине, живущей в одном доме с ней, подделав письмо от покойного мужа. Амели давно советовала своему отцу отправиться в путешествие по миру, но он всё не решается уехать, и тогда Амели похищает садового гнома отца (подарок сослуживцев) и просит знакомую стюардессу фотографировать этого гнома в разных городах на фоне достопримечательностей и отсылать ему получившиеся снимки. Опоздав на поезд после похищения гнома, Амели остаётся ночевать в метро.
Утром она замечает парня, Нино Кенкампуа, ищущего что-то под одной из фотокабинок. Обменявшись с ним взглядом, Амели убегает, а Нино продолжает рыться под кабинкой. Потом Амели встречает его снова, когда он продолжает искать что-то у фотокабинки, а потом, заметив кого-то, бежит за ним. По дороге он теряет альбом, который находит Амели.
В этом альбоме наклеены смятые и порванные фотографии — неудачные снимки, выброшенные недовольными клиентами фотокабинок и подобранные этим человеком. Там же часто встречается фото одного и того же человека, у которого как будто лицо без эмоций. Этими мыслями Амели делится со «Стеклянным человеком», одним из жильцов её дома. Вместе они решают разобраться, что за человек изображён на этих странных фотографиях. В конце концов выясняется, что это человек, который ремонтирует фотокабинки, а фото делает просто для проверки, после чего рвёт и выбрасывает его.
Как оказалось, Нино волнует тот же вопрос. Амели удаётся разгадать тайну, и она подбрасывает Нино подсказки-загадки: свою фотографию в маске Зорро, стрелки на асфальте и шарады. В результате они приводят его прямо к тому загадочному неживому человеку, изображённому на фотографиях. Нино и Амели наконец-то встречаются, зная, кто из них кто, и оказывается, что они созданы друг для друга. В последней сцене Нино катает Амели на своем мотороллере.

## В ролях
- Одри Тоту — Амели Пулен
- Матьё Кассовиц — Нино Кенкампуа
- Рюфюс — Рафаэль Пулен
- Лорелла Кравотта — Амандина Пулен
- Серж Мерлен — Рэмон Дюфаэль
- Жамель Деббуз — Люсьен
- Клотильда Молле — Джина
- Клэр Морье — мадам Сюзанна
- Изабель Нанти — Жоржетта
- Доминик Пинон — Жозеф
- Артюс де Пенгерн — Ипполито
- Иоланда Моро — Мадлен Уоллас
- Юрбен Канселье — Коллиньон
- Морис Бенишу — Доминик Бретодо
- Андре Дюссолье — текст от автора

## Создание
Жан-Пьер Жёне хотел снять в главной роли британскую актрису Эмили Уотсон (отсюда имя главной героини — Амели), на которую он обратил внимание в фильме «Рассекая волны». Актриса также хотела сыграть Амели, однако этого не случилось по двум причинам — она очень плохо говорила по-французски и, кроме того, уже была утверждена на роль в «Госфорд-парке» Роберта Олтмена (фильм вышел в 2001 году). От оригинального сценария, который писался в значительной мере под Уотсон, осталось её имя, переданное на французский манер, фильм сперва получил название «Эмили». Национальность её отца (англичанин) и место его жительства (Лондон) были изменены. Одри Тоту получила роль после того, как Жёне увидел её портрет на афише.
Необычные истории, которыми изобилует фильм, большей частью имеют реальную основу и взяты из коллекции, которую Жёне собирал с 1974 года, записывая необычные воспоминания своих знакомых. Фотоколлекция, которую собирает Нино, также имеет реальный прототип: аналогичную коллекцию собирал друг режиссёра сценарист Мишель Фолько (в финальных титрах ему выражена благодарность); подлинную фотоколлекцию, однако, показать в фильме не удалось, поскольку закон Франции запрещает показывать в кинофильме случайных людей без их согласия; фотоколлекция была создана из фотографий актёров-статистов: актёров сажали перед фотоаппаратом и просили изобразить то или иное выражение лица, а зачастую просто говорили: «Ой, а у вас ботинок в мелу» или «А что это у вас на лбу?» и в этот момент нажимали на спуск фотоаппарата.
Основа истории с садовым гномом также из коллекции историй Жёне. Идея с путешествующим по всему миру садовым гномом принадлежала некоему австралийцу, который в середине 1980-х годов, путешествуя по миру, присылал своему соседу фотографии с изображениями садового гнома, которого он взял у него из сада. В 1990-е подобные розыгрыши стали весьма популярны в Великобритании и Франции. Идея с путешествующими гномами после выхода фильма стала ещё более популярна: она была использована в нескольких компьютерных играх, видеоклипах и сериалах, а также легла в основу рекламной кампании американской туристической фирмы.

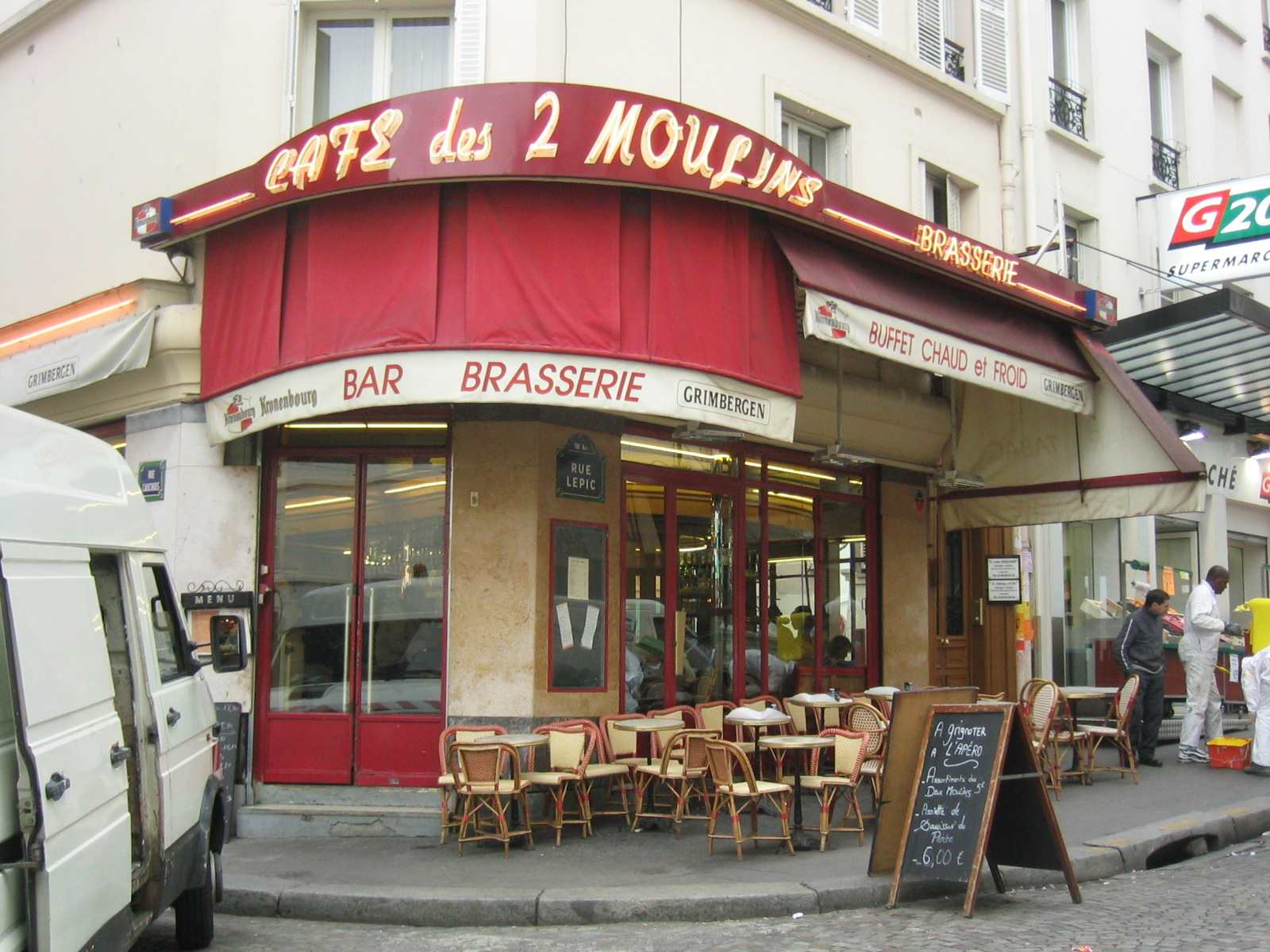
Кафе «Две Мельницы», где проходили съемки фильма

Картины в комнате Амели, а также воображаемого крокодила, с которым дружит героиня, придумал и нарисовал художник Михаэль Зова (благодаря фильму он получил широкую известность).
Изначально Жёне планировал пригласить для написания музыки к фильму не Яна Тирсена (которому фильм принёс известность), а английского композитора Майкла Наймана, однако не мог с ним связаться.
Многие сцены снимались на улицах Парижа (особенно в районе Монмартра), реальны и многие места, показанные в фильме: кафе «Две Мельницы», овощная лавка, железнодорожный вокзал. Отличие показанного в фильме от реальности заключалось в том, что все места съёмок были тщательно отмыты от граффити, грязи и пыли.
Бюджет фильма составил 77 млн франков (около 10 млн долларов США).

## Факты
- Имя Ипполито является отсылкой ко второстепенному персонажу из романа Ф. Достоевского «Идиот» (1869) Ипполиту Терентьеву, неудачливому философу[9].
- В кинотеатре Амели смотрит два фильма: «Жюль и Джим» Франсуа Трюффо (эпизод, где Амели оборачивается на зрителей) и «Маленький дивиденд отца» Винсента Миннелли (эпизод, когда Амели сообщает, что не любит, когда в американских фильмах водители не смотрят на дорогу)[10].
- Одноногий мужчина, танцующий в телевизионном фрагменте — блюзовый певец Артур Джексон[англ.][11].
- Чернокожая гитаристка, поющая госпел в телевизионном фрагменте — Сестра Розетта Тарп[12].
- В сцене, когда отец Амели говорит о цветах, он цитирует песню Сержа Генсбура «Le poinçonneur des Lilas»[9].
- Стилистика фильма была позаимствована режиссёром у французского поэта Жака Превера и режиссёра Жана Ренуара[13].

## Саундтрек
Оригинальный саундтрек к фильму:
Вся музыка написана Яном Тирсеном.
| №   | Название                                 | Длительность |
| --- | ---------------------------------------- | ------------ |
| 1.  | «J’y Suis Jamais Allé»                   | 1:34         |
| 2.  | «Les Jours Tristes (instrumental)»       | 3:03         |
| 3.  | «La Valse D’Amélie»                      | 2:15         |
| 4.  | «Comptine d'un autre ete - L'apres midi» | 2:20         |
| 5.  | «La Noyée»                               | 2:03         |
| 6.  | «L’Autre Valse D’Amélie»                 | 1:33         |
| 7.  | «Guilty»                                 | 3:13         |
| 8.  | «A Quai»                                 | 3:32         |
| 9.  | «Le Moulin»                              | 4:28         |
| 10. | «Pas Si Simple»                          | 1:53         |
| 11. | «La Valse D’Amélie (orchestra version)»  | 2:00         |
| 12. | «La Valse Des Vieux Os»                  | 2:20         |
| 13. | «La Dispute»                             | 4:15         |
| 14. | «Si Tu N'Étais Pas Là (fréhel)»          | 3:29         |
| 15. | «Soir De Fête»                           | 2:56         |
| 16. | «La Redécouverte»                        | 1:13         |
| 17. | «Sur Le Fil»                             | 4:24         |
| 18. | «Le Banquet»                             | 1:31         |
| 19. | «La Valse D’Amélie (piano version)»      | 2:39         |
| 20. | «La Valse Des Monstres»                  | 3:40         |

Авторство композиции Comptine d’un autre été: L’après-midi часто приписывают Рихарду Вагнеру под названием Die Hochzeit, «Свадебный марш» и др., а также Дмитрию Шостаковичу под названием «Босиком по мостовой». Авторство данной композиции, как и всего альбома, принадлежит Яну Тирсену.

## Награды
- Оскар (2002):
  - лучший фильм на иностранном языке (номинация);
  - лучшая операторская работа — Брюно Дельбоннель (номинация);
  - лучший оригинальный сценарий — Жан-Пьер Жёне, Гийом Лоран (номинация);
  - лучший звук — Венсан Арнарди и др. (номинация);
  - лучшая работа художника / декоратора — Алин Бонетто, Мари-Лор Валла (номинация);
- BAFTA (2002);
- Две премии Британской киноакадемии;
- Четыре премии «Сезар».

## Влияние

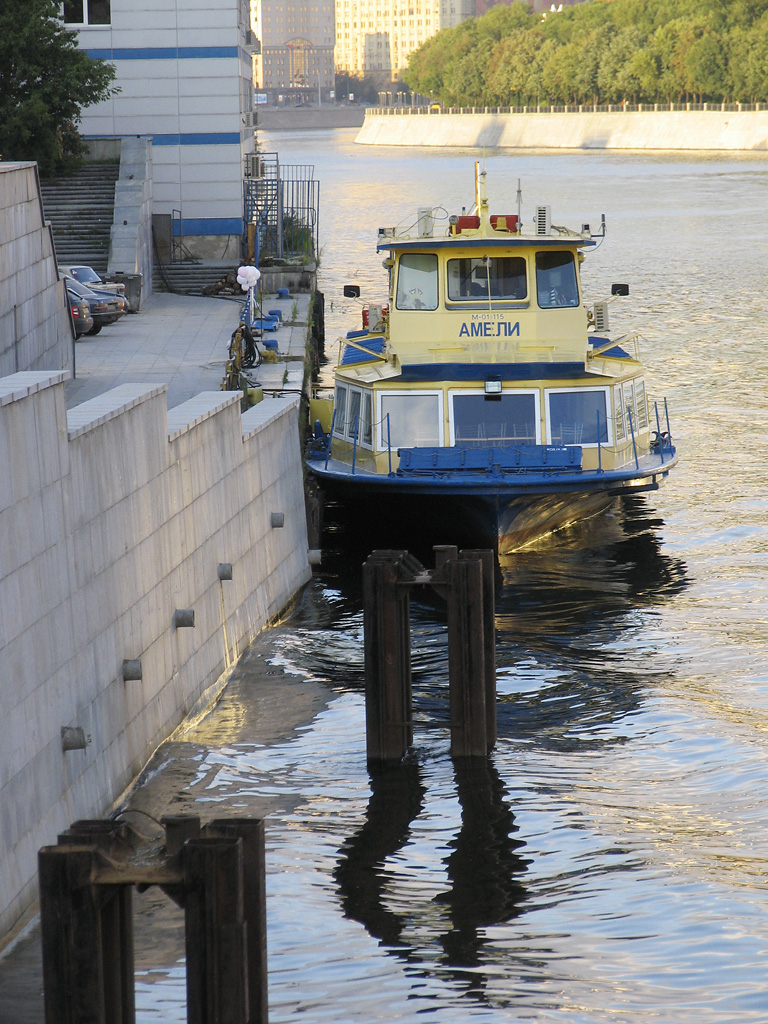
Фильм получил широкую популярность в России: прогулочное судно «Амели» (тип «Москва») на Москве-реке

Главная героиня фильма, Амели Пулен, во Франции и во многих других странах (например, в Японии) стала объектом поклонения — как и всё, что с ней связано. Родители стали называть именем Амели своих новорождённых девочек. В Париже стали выпекать новые булочки, названные в честь Амели. Кафе «Две мельницы», реально существующее на Монмартре по адресу улица Лепик, 15, стало после выхода фильма пользоваться огромной популярностью. Сильный рост цен на квартиры на Монмартре после 2001 года также в значительной степени связывают с популярностью фильма «Амели».
Фильм «Взмах крыльев мотылька» был воспринят публикой и рекламировался прокатчиками как «Амели-2», хотя был снят ещё в 2000 году, то есть на год раньше «Амели».
В 2007 году в зоологическом журнале Zootaxa было опубликовано описание нового вида лягушек (имеющих длину менее 2 см), обнаруженных в Эквадоре в дождевых лесах на горных склонах Анд. Этот вид живых существ из семейства стеклянных лягушек (Centrolenidae) был назван в честь Амели Пулен — Cochranella amelie («кохранелла Амели»). Как пояснили авторы публикации, вид был назван ими в честь героини «выдающегося фильма», в котором «мелкие детали играют важную роль в достижении радостей жизни — подобно тому, как стеклянные лягушки и все другие земноводные и пресмыкающиеся играют важную роль в здоровье нашей планеты».
Экранизация «Токийская невеста» была переделана под сиквел к Амели, хотя сюжетно является спин-оффом к «Страх и трепет». В обеих книгах главную героиню зовут Амели, по имени автора Амели Нотомб, написавшей о своей жизни в Японии.